# Valenzana Mado
La Valenzana Mado S.S.D., meglio nota come Valenzana, è una società calcistica italiana con sede nella città di Valenza. Milita in Eccellenza, la quinta divisione del campionato italiano.
Fondata nel 1906 come Unione Sportiva Valenzana, ha assunto la denominazione Unione Sportiva Valenzana Fulvius dal 1958 al 1962, per poi tornare alla precedente denominazione mantenuta fino al 2001 e divenendo nello stesso anno Valenzana Calcio. Nel 2012, dopo non essersi iscritta ad alcun campionato, è stata rifondata come Valenzana Mado Società Sportiva Dilettantistica.
Il miglior risultato ottenuto è costituito dalla partecipazione a undici campionati professionistici consecutivi, classificandosi per due volte al quarto posto.
I colori sociali sono il rosso e il blu. Disputa le partite di casa allo stadio Comunale.

## Storia
La Valenzana è una delle più prestigiose e storiche società sportive del panorama piemontese, avendo oltrepassato la soglia dei primi cento anni di vita. Nasce infatti nel 1906 come Unione Sportiva Valenzana, quando un gruppo di sportivi che praticano varie discipline si riuniscono allo scopo di partecipare ad alcuni convegni ginnici sotto una comune denominazione. Dopo due anni di attività semiufficiale, il 29 marzo del 1908 la società si dota di uno statuto ed elegge un consiglio direttivo presieduto dal dott. Vincenzo Gandini.
("La Scure" - n 48 del 5 aprile 1908)
Come era uso a quei tempi le società erano delle polisportive, in cui predominavano la ginnastica e le corse podistiche. Rinomato era il concorso ginnico annuale organizzato dalla U.S. Valenzana, vero fiore all'occhiello della società. Ben presto però viene creata una sezione dedicata esclusivamente al foot-ball, che dapprima partecipa a tornei provinciali, e poi nel 1913, una volta costruito il campo sportivo della città grazie al contributo del Comune e di oltre duecento cittadini, al campionato di Promozione.
Questi sono gli anni più gloriosi del sodalizio valenzano che partecipa, dalla stagione 1914-1915, al massimo campionato di calcio, allora diviso in gironi regionali, contro squadre piemontesi fra le altre del calibro di Juventus, Torino, Pro Vercelli, Alessandria, Casale, Novese.
Passata la guerra, negli anni venti esplode la passione del calcio in Italia, nascono molte nuove società nelle grandi città, e così, per ridurre le società della massima serie, la Valenzana deve rassegnarsi a disputare il campionato di Seconda Divisione 1922-1923. Di questi anni è uno dei giocatori più famosi della Valenzana, Clemente Morando, che vestirà la maglia di portiere della Nazionale Italiana.
Negli anni duemila la squadra milita in Serie C2. Nella stagione 2007-2008 i rossoblu si salvano ai play-out, ottenendo così di poter disputare il derby con l'Alessandria, la stagione 2008-2009, dopo cinque anni. Tuttavia, i piemontesi saranno costretti nuovamente alla disputa dei play-out, nonostante vari avvicendamenti in panchina; questa volta prevarrà l'avversario di turno, il Südtirol ma a causa della non ammissione ai campionati di otto squadre della Lega Pro, verranno ripescati.
L'esperienza nel professionismo termina nel campionato 2011-2012, con la retrocessione ed il successivo fallimento. Vince il 30 dicembre 2012 il 3º Memorial Mariano Liuzzi contro L'A.S.D. Villaggio Mariano Gandoli Leporano e Tre terre Talsano Calcio, l'F.C.D. Monteiasi ed Il Taranto Fc 1927, il ricavato della manifestazione sarà devoluto a Telethon. Si procederà dunque alla fusione con il G.S. Mado, club della parrocchia Madonnina di Valenza, costituendo dunque la "ValenzanaMado", che verrà iscritta in soprannumero al campionato di Eccellenza.

## Colori e simboli

### Colori
I colori della Valenzana sono il rosso e il blu.

### Simboli ufficiali

#### Stemma
Gli stemmi adottati dalla Valenzana presentano al loro interno una torre su sfondo rosso e blu, presente nello stemma comunale, mentre nella parte superiore si trova la denominazione societaria.

## Strutture

### Stadio

Amichevole contro la Juventus in occasione dell'inaugurazione del rinnovato campo di Porta Alessandria, 7 settembre 1919.

Il campo da gioco della Valenzana fu allestito nel 1912, grazie ai contributi economici del comune e di oltre 200 soci, agli albori del campionato provinciale al quale avrebbero preso parte i piemontesi; ciò di fatto permise alla società di dare il via all'attività calcistica. Durante il primo conflitto mondiale il campo rimase inutilizzato. Con il termine della guerra, fu soggetto ad importanti opere di restyling, quali la posa del muro di cinta e la costruzione di una tribuna in legno. I fondi necessari furono reperiti con la vendita di un bollettino sportivo pubblicato appositamente dalla società. L'inaugurazione del rinnovato campo di Porta Alessandria avvenne il 7 settembre 1919 con un'amichevole contro la Juventus.
Successive migliorie vennero operate in occasione del ventennale della nascita della società, nel 1929, ancora una volta grazie al contributo della cittadinanza, che fece fronte alle spese a causa della situazione societaria deficitaria. Nel frattempo il campo sportivo cambiò nome in campo "Cappelletta". In seguito agli ingenti danni subiti a causa della seconda guerra mondiale fu rimesso a nuovo dall'amministrazione comunale e dal presidente Guido Marchese: furono edificati spogliatoi, biglietteria, casa per il custode e muro esterno; inoltre fu definitivamente chiamato "Campo Sportivo Comunale".
Prima dell'inizio del campionato 1971-1972, lo stadio fu dotato dell'impianto di illuminazione. Nell'estate del 1981 viene abbattuta la vecchia tribuna in legno, sostituita dall'attuale più moderna in cemento. Ad oggi il Comunale dispone di una capienza di 2 200 posti distribuiti fra due tribune.
La Valenzana disputò i play-off promozione del campionato di Serie D 2000-2001 e alcune partite del successivo campionato di Serie C2 allo stadio Giuseppe Moccagatta di Alessandria giacché il Comunale fu interessato da lavori per l'adeguamento ai campionati professionistici.

## Società
Il sodalizio nacque nel 1906 con la denominazione di "Unione Sportiva Valenzana". Nel 1958 avviene la fusione con un'altra società cittadina, la Fulvius, e prenderà il nome di Valenzana Fulvius. Il binomio con la Fulvius terminerà nel 1962 e il sodalizio riprenderà la storica denominazione, mantenuta per decenni fino al 2001, quando verrà mutata la ragione sociale e la squadra prenderà il nome di Valenzana Calcio. In seguito alla non iscrizione ai campionati professionistici nel 2012, verrà operata una fusione con un'altra società cittadina minore, il GS Mado; il nuovo sodalizio prende il nome di ValenzanaMado.
Sedi
Di seguito l'elenco delle sedi sociali.
- 1919-1955 Caffè Garibaldi[25]
- 1955-? Via Roma[26]
- ?- Via Napoli, 1[27][28]

### Organigramma societario
Di seguito l'organigramma societario della Valenzana.
- Luigi Abele Belloli - Presidente
- Carlo Frascarolo - Resp. prima squadra
- Giuseppe Arfini - Resp. giovanili
- Antonio Dini - Resp. giovanili
- Francesco Teti - Resp. tecnico giovanili
- Ino Sala - Resp. campi
- Franco Specchia - Segretario prima squadra
- Pepe De Venezia - Segretario giovanili
- Alessandro Tosetti - Prep. Portieri
- Dario Pellicani Direttore Generale
- Giampiero Soldati - Direttore Sportivo
- Alan Fantino - Magazziniere

### Sponsor
Di seguito i fornitori tecnici della Valenzana.
- 1988-1993 ABM
- 1993-1995 Erreà
- 1995-1996 ABM
- 1996-1997 ...
- 1997-1998 Umbro
- 1998-2001 Erreà
- 2001-2003 ...
- 2003-2010 Erreà
- 2010-2011 Garman
- 2011-2014 Erreà
- 2014-2016 Macron[29]
- 2016-2021 Joma
- 2021- Zeus

### Settore giovanile
La Valenzana, come molte delle formazioni impegnate nel massimo campionato italiano, disponeva di più squadre impegnate nei vari tornei: la prima squadra partecipava alla Prima Categoria, la squadra riserve al relativo torneo e la terza squadra al campionato di Terza Categoria. La prima decisa organizzazione del settore giovanile avverrà nel 1958, con la fusione delle due principali realtà calcistiche cittadine: Valenzana e Fulvius. Il settore adulto verrà gestito dalla Valenzana, mentre la Fulvius gestirà il settore giovanile. Il binomio tuttavia non porta i risultati sperati, e termina nel 1962. Tuttavia la Valenzana continuerà a rivolgere uno sguardo privilegiato al proprio settore giovanile, partecipando con varie formazioni a tornei nazionali e internazionali, talvolta ospitandoli proprio a Valenza. Uno dei più prestigiosi fu il torneo nazionale "Città di Valenza".
Nel 1976 il vivaio rossoblu conta circa 300 giovani fra iscritti e tesserati e dieci formazioni che partecipano ai rispettivi campionati di livello, raccogliendo svariati successi, segnalandosi come una fra le società più attive a livello giovanile della regione. Nella stagione 1978-1979 la formazione Allievi vince il proprio campionato, mentre l'anno successivo sarà la volta degli Esordienti. Nel 1982-1983 gli Allievi vincono il campionato provinciale. Due anni più tardi la formazione Under 19 vince il campionato provinciale, sfiorando la conquista del torneo regionale.
Nel 1998 avverrà la fusione, fortemente voluta dal presidente Omodeo, delle tre principali realtà calcistiche cittadine, Valenzana, Fulvius e Samp, sotto il nome di "Valenza Calcio", formando il settore giovanile più numeroso della provincia con più di 300 ragazzi e moderne strutture di allenamento. Nel 2001 gli Allievi regionali andranno nuovamente vicini alla conquista del titolo di categoria, venendo sconfitti dai pari età della Juventus. La fusione col Mado, avvenuta nel 2012, ha implementato i quadri del settore giovanile, composto attualmente da una formazione Juniores, 4 formazioni Allievi, 4 formazioni Giovanissimi e dalla scuola calcio.

## Allenatori e presidenti
Di seguito l'elenco degli allenatori e dei presidenti della Valenzana.
- 1906-1924 ...
- 1924-1925  Carlo Carcano[43]
- 1925-1948 ...
- 1948-1949  Clemente Morando e  Bonzano[14]
- 1949-1950  Ceresa[44]
- 1950-1951 ...
- 1951-1952  Fracchia[45]
- 1952-1953  Francesco Grosso[46]
- 1953-1954 ...
- 1954-1955  Castello[47]
- 1955-1956  Mario Foglia
 Bonilauri[26]
- 1956-1957  Operto[48]
- 1957-1958  Francesco Grosso[49]
- 1958-1959  Pietro Scamuzzi[20]
- 1959-1962 ...
- 1962-1963 ...
 Gino Armano[22]
- 1963-1964  Francesco Grosso
 Giacobbe[50]
- 1964-1966  Mario Pietruzzi[51]
- 1966-1968  Luigi Vitto[52]
- 1968-1969  Giovanni Oppezzo[53]
- 1969-1971  Alfredo Notti[54]
- 1971-1973  Mario Foglia[55]
- 1973-1975  Osvaldo Verdi[56]
- 1975-1976  Pier Luigi Repetto[30]
- 1976-1977  Pier Luigi Repetto
 Piegiorgio Melegaro[31]
- 1977-1978  Fracci
 Macchia
 Piegiorgio Melegaro[32]
- 1978-1979  Giancarlo Javello
 Ezio Maggi[57]
- 1979-1982  Piergiorgio Melegaro[58]
- 1982-1983  Piergiorgio Melegaro
 Italo Ferrari
 Franco Delladonna[35]
- 1983-1987  Franco Delladonna[59]
- 1987-1990  Attilio Fait[60]
- 1990-1991  Domenico Marocchino[61]
- 1991-1992  Tony Colombo
 Piero Opezzo[62]
- 1992-1993  Piero Opezzo[63]
- 1993-1996  Antonio Simoniello[64]
- 1996-1998  Gianni Bui[65]
- 1998-1999  Giuliano Ciravegna[37]
- 1999-2000  Giuliano Ciravegna
 Maurizio Codogno[66]
- 2000-2002  Franco Delladonna[67]
- 2002-2003  Patrizio Sala[68]
- 2003-2004  Francesco Buglio[69]
- 2004-2005  Alberto Bollini[70]
 Giovanni Pagliari[71]
- 2005-2006  Giampaolo Chierico
 Giovanni Pagliari[72]
- 2006-2007  Oscar Piantoni
- 2007-2008  Carmine Parlato
- 2008-2009  Mario Ansaldi[73]
- 2009-2010  Antonio Pigino
 Devis Mangia[74]
- 2010-2011  Roberto Rossi[75]
- 2011-2012  Roberto Rossi (1ª-31ª)
 Maurizio Ammirata (32ª-38ª)[76]
- 2012-2013  Carmelo Schiavone[77]
- 2013-2014 ...
- 2014-2015  Alberto Merlo
 Luca Pellegrini[78]
- 2015-2017  Luca Pellegrini
- 2017-2019  Mattia Greco
- 2019-2020  Fabio Nobili
- 2020-2021  Davide Taverna
- 2021-2022  Valentino Vecchio
 Luca Pellegrini
- 2022-  Luca Pellegrini

- 1906-1918  Vincenzo Gandini[3]
- 1918-1919  Vincenzo Gandini
 Giuseppe Soro[25]
- 1919-1920  Giuseppe Soro
- 1920-1921  Giuseppe Soro
 Giuseppe Visconti[79]
- 1921-1926  Giuseppe Visconti
- 1926-1929  Aldo Marchese[80]
- 1929-1948  Tommaso Ferraris[81]
- 1948-1951  Guido Marchese
- 1952-1954  Piero Lunati
- 1954-1955  Virginio Protto
- 1955-1956  Virginio Protto
 Fontana
- 1956-1958  Piero Caucia
- 1958-1963  Piero Protto
- 1963-1964  Piero Protto
 Vincenzo Soro
- 1964-1968  Gian Franco Crotti
- 1968-1972  Virginio Ceva
- 1972-1978  Gino Amisano
- 1978-1979  Pier Giorgio Maggiora
- 1978-1979  Franco Amisano
- 1979-1983  Marco Balbis
- 1983-1989  Sandro Omodeo
- 1989-1990  Lino Garavelli
- 1990-1992  Giulio Ponzone
- 1992-2012  Alberto Omodeo[82]
- 2012-  Luigi Abele Belloli[77]

## Calciatori

### Contributo alle nazionali
L'unico calciatore della Valenzana ad aver ricevuto una convocazione nella nazionale italiana fu il giovane portiere valenzano Clemente Morando, che debuttò in azzurro il 6 novembre 1921 contro la Svizzera, collezionando in totale 3 presenze.

## Palmarès

### Competizioni interregionali
- Serie D: 1

2000-2001 (girone A)

### Competizioni regionali
- Eccellenza: 1

2024-2025 (girone B)
- Promozione: 3

1984-1985 (girone C), 1986-1987 (girone C), 2022-2023 (girone D)
- Prima Divisione: 1

1949-1950 (girone C)
- Prima Categoria: 1

1980-1981 (girone F)

## Statistiche e record

### Partecipazione ai campionati
Campionati nazionali
| Livello | Categoria                       | Partecipazioni | Debutto   | Ultima stagione | Totale |
| ------- | ------------------------------- | -------------- | --------- | --------------- | ------ |
| 1º      | Prima Categoria                 | 4              | 1914-1915 | 1921-1922       | 4      |
| 2º      | Seconda Divisione               | 4              | 1922-1923 | 1925-1926       | 6      |
| 2º      | Prima Divisione                 | 2              | 1927-1928 | 1928-1929       | 6      |
| 3º      | Seconda Divisione               | 1              | 1926-1927 | 1926-1927       | 1      |
| 4º      | Promozione                      | 2              | 1950-1951 | 1951-1952       | 17     |
| 4º      | IV Serie                        | 4              | 1952-1953 | 1955-1956       | 17     |
| 4º      | Serie C2                        | 7              | 2001-2002 | 2007-2008       | 17     |
| 4º      | Lega Pro Seconda Divisione      | 4              | 2008-2009 | 2011-2012       | 17     |
| 5º      | Campionato Interregionale       | 5              | 1987-1988 | 1991-1992       | 12     |
| 5º      | Campionato Nazionale Dilettanti | 5              | 1993-1994 | 1998-1999       | 12     |
| 5º      | Serie D                         | 2              | 1999-2000 | 2000-2001       | 12     |

Campionati regionali
| Livello | Categoria             | Partecipazioni | Debutto   | Ultima stagione | Totale |
| ------- | --------------------- | -------------- | --------- | --------------- | ------ |
| I       | Promozione            | 1              | 1913-1914 | 1913-1914       | 37     |
| I       | Prima Divisione       | 2              | 1948-1949 | 1949-1950       | 37     |
| I       | Promozione            | 16             | 1956-1957 | 1986-1987       | 37     |
| I       | Campionato Dilettanti | 2              | 1957-1958 | 1958-1959       | 37     |
| I       | Prima Categoria       | 9              | 1959-1960 | 1967-1968       | 37     |
| I       | Eccellenza            | 8              | 1992-1993 | 2023-2024       | 37     |
| II      | Prima Categoria       | 4              | 1977-1978 | 1980-1981       | 10     |
| II      | Promozione            | 6              | 2017-2018 | 2022-2023       | 10     |

### Partecipazione alle coppe
| Competizione          | Partecipazioni | Debutto   | Ultima stagione | Totale |
| --------------------- | -------------- | --------- | --------------- | ------ |
| Coppa Italia          | 3              | 1922      | 2005-2006       | 3      |
| Coppa Italia Serie C  | 7              | 2001-2002 | 2007-2008       | 11     |
| Coppa Italia Lega Pro | 4              | 2008-2009 | 2011-2012       | 11     |
| Coppa Italia Serie D  | 2              | 1999-2000 | 2000-2001       | 2      |
| Poule Scudetto        | 1              | 2000-2001 | 2000-2001       | 1      |

## Tifoseria

### Storia
La partecipazione dei cittadini di Valenza alla vita sportiva e sociale della società furono un fattore profondamente radicato nei primi anni della storia dell'Unione Sportiva. I tifosi, durante il periodo di militanza nei massimi campionati di calcio, gremivano lo stadio, tanto da rendere difficoltosa la visione delle partite; all'epoca la Valenzana fronteggiava alcune fra le migliori formazioni del panorama calcistico italiano, coinvolgendo tutta la cittadinanza.
Nel 1922 la Valenzana viene declassata in Seconda Divisione, secondo livello del campionato di calcio; tuttavia, i tifosi continuano a seguire in massa la squadra, circondando, durante le gare casalinghe, il terreno di gioco e assiepandosi numerosi sulle tribune del campo di Porta Alessandria. Sette anni più tardi la società cessa l'attività federale a causa di un'irreversibile crisi e la maggior parte dei tifosi comincia a seguire le vicende della squadra del capoluogo, l'Alessandria, allora militante in Serie A. Dopo la guerra a Valenza ritornano l'entusiasmo e l'affezione verso la società locale, che ritrova dunque il grosso seguito che contraddistinse i primissimi anni. Durante gli incontri casalinghi vengono toccate punte di duemila spettatori.
Nel campionato 1950-1951 la Valenzana sfiora la promozione in Serie C. La tifoseria si organizza e comincia a seguire in massa la squadra anche in trasferta, grazie all'utilizzo dei pullman. Nella gara casalinga contro l'Aosta il campo sportivo è gremito da oltre tremila appassionati. Ben presto però, con la retrocessione dalla IV Serie nel 1956, l'entusiasmo andrà affievolendosi e a diminuire gradatamente nel corso degli anni, anche a causa della militanza, per decenni, della squadra nei campionati regionali.
Il movimento proverà a ritornare in auge nel 2001, in occasione della promozione in Serie C2 (oltre 500 tifosi seguirono i piemontesi nella decisiva trasferta di Saint-Vincent contro l'Aosta), tuttavia i dati relativi alle successive stagioni professionistiche saranno emblematici; sole in poche occasioni infatti le presenze medie supereranno i 500, toccando un picco negativo di 100 spettatori in alcune gare casalinghe. Sporadici furono i tentativi di creare gruppi organizzati al seguito dei rossoblu. Il più recente risale al 2005, con la nascita degli "Ultras Valenzana Nuova Guardia", scioltisi due anni più tardi a causa di dissidi con la società..

### Gemellaggi e rivalità
Gruppi con mentalità ultras sono stati presenti per brevi periodi durante la storia degli orefici. Attualmente il gruppo ultras "Zingari Rossoblù", che rappresenano la Curva Sud dello Stadio Comunale, ha preso in mano il tifo, seguendo la squadra in casa ed in trasferta, rendendosi uno dei gruppi di tifosi più importanti del panorama piemontese di calcio di provincia. La tifoseria della Valenzana non hai mai intrattenuto veri e propri rapporti di gemellaggio o rivalità con opposte fazioni. Le partite più sentite sono sicuramente quelle con formazioni di comuni limitrofi e della provincia, Casale, e Pro Vercelli, affrontate nel massimo campionato italiano, Acqui e Gaviese. Con alcune delle suddette tifoserie si sono avuti scontri e intemperanze in passato.

## Attività polisportiva

La squadra di atletica-ginnastica nei primi anni di vita della società.

La Valenzana nacque nel 1906 come società polisportiva, il cui fine era il miglioramento della salute fisica e mentale e il coinvolgimento del maggior numero possibile di cittadini; da ciò nacque l'esigenza di creare dei punti di aggregazione utili ai fini predisposti. Il primario interesse della neocostituita società fu la ginnastica, tant'è che svariate personalità coinvolte nel progetto parteciparono ai convegni ginnici del luogo. Nel 1907 fu definito l'organigramma mentre l'anno successivo approvato il primo statuto societario.
A partire dal 1908, le domeniche valenzane furono caratterizzate dallo svolgersi di gare podistiche (di resistenza e mezzofondo) organizzate dal sodalizio. Dall'anno successivo si amplia il comparto ginnico, e verranno organizzate anche gare di lotta, inoltre l'impegno della società porterà la città di Valenza ad ospitare, nel luglio 1910, un convegno ginnastico che coinvolgerà società e atleti provenienti da tutta Italia nel cimentarsi in gare di atletica e velocità.
Il 1912 segna il lento declino dell'attività polisportiva della Valenzana. Ciò fu la conseguenza di vari dissidi interni alla società e disaccordi politici, aventi l'apice nel corso del quarto convegno ginnico; da qui le dimissioni della maggior parte dei soci e la scissione in due sezioni: quella praticante l'attività polisportiva e quella praticante il foot-ball, la cui conoscenza giunse dalle città limitrofe di Alessandria, Casale e Vercelli. Il calcio soppiantò definitivamente le altre discipline sportive con la ripresa delle attività dopo la grande guerra, anche a causa della caduta in battaglia di molti giovani atleti valenzani.
Fra i tesserati che si distinsero in svariate attività si ricordano il centometrista Verderio, il maratoneta Dellerba, il quattrocentista Manfredi, Rossi nel salto in alto e Lanza nel salto con l'asta.